# 上班族殺手
《上班族殺手》（或譯“今天開始當殺手”）是於2023年10月27日至12月15日在朝日電視台的「週五晚間連續劇」時段播出的日本電視劇，由相葉雅紀主演。
臺灣由friDay影音於2023年10月28日起跟播，中華電信MOD、Hami Video、MyVideo於2023年11月1日起跟播，而香港及東南亞由GEM TV ASIA於2023年10月30日起電視首播。

## 演員列表

### 主要人物
- 稻葉十吉：相葉雅紀

主人公。在妻子面前抬不起頭的平凡上班族。有一天遇到名叫「二丁」的頂尖殺手，並被命令去替他殺掉目標以及救出他的女人。如果救不了的話，就會殺掉十吉和十吉的家人。自此為了家人而被捲入大事件中，背負著傳說中的殺手之名，被逼著過上上班族和殺手的二刀流生活。
- 千夏（ちなつ）：山本舞香[2]

傳說的殺手・二丁的戀人，十吉的搭檔。

### 稻葉家
- 稻葉美沙子：本假屋唯香[3]

與十吉結婚10年的妻子，二人之間有一名兒子。覺得十吉的行為越來越奇怪，並懷疑十吉與千夏的關係。
- 稻葉百太：木村優來

十吉與百太的獨生子。5歲。

### 「便利商店」習志野支部
24小時營業黑暗組織「便利商店」的支部。
- 二丁：瀧藤賢一[4]

傳說中的天才殺手。
- 圓眼鏡（丸メガネ）：筧利夫[3]

支部長。
- 香菇頭（キノコ頭）：本多力[3]

「便利商店」的仲介，圓眼鏡的部下。
- 金髮（キンパツ）：駒木根葵汰[5]

兼職。志願成為二丁的弟子。

### EASY FOOD
十吉所就職的公司。
- 山本照久：深澤辰哉[6]

職員。十吉的下屬。做什麼事都錯誤百出，使得十吉常常幫他收拾善後。一次偶然認識千夏並對她一見鍾情。
- 遠藤保：勝村政信[3]

十吉的上司、部長。

## 製作團隊
- 原作：武藤啟史《上班族殺手》（日本文藝社）
- 劇本：オークラ、山浦雅大
- 配樂：井筒昭雄
- 主題曲：King & Prince《MAGIC WORD》（Universal Music）[7]
- 導演：木村尚、中前勇兒、片山修
- 執行製作人：大江達樹（朝日電視台）
- 製作人：残間理央（朝日電視台）、神通勉（MMJ）
- 制作：朝日電視台、MMJ

## 播出日程
| 集數                                                       | 播出日期 | 副標題 | 中文標題 (friDay影音) | 編劇     | 導演     | 收視率 |
| ---------------------------------------------------------- | -------- | ------ | --------------------- | -------- | -------- | ------ |
| 第1話                                                      | 10月27日 |        | 招誰惹誰了            | オークラ | 木村尚   | 4.6%   |
| 第2話                                                      | 11月03日 |        | 與殺手同床            | オークラ | 木村尚   |        |
| 第3話                                                      | 11月10日 |        | 情人闖入遊樂園？      | オークラ | 中前勇兒 |        |
| 第4話                                                      | 11月17日 |        | 背叛自己的另一半      | 山浦雅大 | 片山修   |        |
| 第5話                                                      | 11月24日 |        | 最大的危機            | 山浦雅大 | 中前勇兒 |        |
| 第6話                                                      | 12月01日 |        | 肉體改造計畫          | オークラ | 片山修   |        |
| 第7話                                                      | 12月08日 |        | 殺手要退休            | 山浦雄大 | 植田尚   |        |
| 最終話                                                     | 12月15日 |        | 最終回                | オークラ | 中前勇兒 |        |
| （收視率由Video Research調查關東地區、家戶的即時統計資料） |          |        |                       |          |          |        |

## 外部連結
漫畫
- 上班族殺手 - 日本文藝社

電視劇
- 官方网站（日語）
- 電視劇的X（前Twitter）
- 電視劇的Instagram帳戶

| 日本 朝日電視台 週五晚間連續劇        | 日本 朝日電視台 週五晚間連續劇                | 日本 朝日電視台 週五晚間連續劇 |
| ------------------------------------- | --------------------------------------------- | ------------------------------ |
|                                       | 上班族殺手 （2023年10月27日－12月15日）       |                                |
| 警部補大魔神 （2023年7月7日－9月1日） | 大叔的愛 －Returns－ （2024年1月5日－3月1日） |                                |